# Толстянский сельский совет (Белопольский район)
Толстянский сельский совет (укр. Товстянська сільська рада) — входит в состав
Белопольского района
Сумской области
Украины.
Административный центр сельского совета находится в 
с. Толстая
.

## Населённые пункты совета
- с. Толстая
- с. Комарицкое

## Ликвидированные населённые пункты совета
- с. Грицаев